# Cisnormatividade
Cisnormatividade (por vezes abreviado a cisnorma) é a suposição de que todas as pessoas são, ou deveriam ser, cisgênero. O termo pode ainda referir-se a uma gama mais ampla de presunções sobre designação de gênero, tais como a presunção de um gênero binário, ou expectativas de conformidade com os papéis de gênero, mesmo quando as identidades trans são reconhecidas de outra forma. A cisnormatividade é uma forma de cisgenerismo, uma ideologia que promove várias ideias normativas sobre gênero, até à invalidação das próprias identidades de gênero dos indivíduos, análoga ao heterossexismo ou capacitismo. Esse tipo de suposição está integrada no cissexismo, relacionado com a transfobia.
A cisnormatividade está difundida na sociedade. Manifesta-se na fala como uma separação entre pessoas cisgênero e transgênero, onde os indivíduos cisgênero são considerados “normais” e as pessoas trans, uma exceção. A legislação cisnormativa pode exigir diagnósticos de saúde mental ou esterilização como pré-condição para o reconhecimento legal da identidade de gênero de uma pessoa trans, e a cisnormatividade nos cuidados de saúde faz com que as pessoas trans tenham dificuldades em encontrar médicos competentes nos cuidados de saúde para transgêneros ou sejam forçadas a serem segregadas por sexo a espaços em que se sentem desconfortáveis. Isto faz com que algumas pessoas transexuais evitem cuidados médicos ou evitem revelar o sua transgeneridade aos profissionais.
A cisnormatividade está intimamente ligada à heteronormatividade. A combinação dos dois, denominada heterocisnormatividade, representa a visão socialmente dominante de que sexo, gênero e orientação sexual são todos congruentes.

## Definição
A transfeminista Julia Serano escreve em Whipping Girl que "a [suposição cissexual] ocorre quando um cissexual faz a suposição comum, embora equivocada, de que a maneira como eles vivenciam seus sexos físico e subconsciente [...] se aplica a todas as outras pessoas no mundo". Ela argumenta que as pessoas cisgênero “projetam indiscriminadamente” sua experiência de identidade de gênero em todas as outras, “transformando a cissexualidade em um atributo humano que é dado como certo”. Um artigo de 2009 publicado no Journal of the Association of Nurses in AIDS Care [en] (JANAC) define cisnormatividade como “a expectativa de que todas as pessoas sejam cissexuais”. A Enciclopédia SAGE de Estudos Trans afirma que a cisnormatividade é "a presunção de que a maioria das pessoas obedece, ou deveria, obedecer às normas sobre atribuição de gênero em sua sociedade". Elabora: "'O comportamento  cisnormativo' varia dependendo das normas de género em vigor numa determinada sociedade. Por exemplo, em algumas sociedades, ter apenas 'mulher' e 'homem' como categorias de género não seria cisnormativo".
Um conceito relacionado é o de cisgenerismo (também conhecido como cissexismo), definido por Erica Lennon e Brian J. Millster escrevendo para Transgender Studies Quarterly [en] como "a ideologia cultural e sistêmica que nega, denigre ou patologiza identidades de gênero autoidentificadas que não alinhar-se com o gênero atribuído no nascimento, bem como com o comportamento, expressão e comunidade resultantes”. O cisgenerismo foi proposto como um conceito alternativo à transfobia, com a intenção de chamar a atenção para uma ideologia sistêmica, em vez de uma "fobia" individual. Isto deriva da distinção anterior entre heterossexismo e homofobia. De acordo com a Enciclopédia SAGE, a cisnormatividade é uma forma de cisgenerismo.